# Premyer Liqası 2021/22
Die Premyer Liqası 2021/22, nach einem Sponsorenabkommen offiziell Unibank Premyer Liqası genannt, war die 30. Spielzeit der höchsten aserbaidschanischen Spielklasse im Fußball der Männer seit deren Gründung im Jahr 1992. Sie begann am 14. August 2021 und endete am 21. Mai 2022.

## Modus
Die acht Mannschaften spielten an insgesamt 28 Spieltagen jeweils viermal gegeneinander; zweimal zu Hause, zweimal auswärts. Der Meister nahm an der Champions-League-Qualifikation teil, der Zweite und Dritte und der Pokalsieger an der Europa Conference League.

## Vereine
| Mannschaft    | Stadt    | Stadion                  | Kapazität | Vorjahr |
| ------------- | -------- | ------------------------ | --------- | ------- |
| Neftçi Baku   | Baku     | Tofiq-Bəhramov-Stadion   | 29.858    | 1.      |
| Qarabağ Ağdam | Baku     | Azərsun-Arena            | 05.800    | 2.      |
| Sumqayıt PFK  | Sumqayıt | Mehdi-Hüseynzadə-Stadion | 16.000    | 3.      |
| Zirə FK       | Baku     | Zirə Olimpia Komplex     | 01.300    | 4.      |
| Sabah FK      | Baku     | Bank Respublika Arena    | 13.000    | 5.      |
| FK Keşlə      | Baku     | ASK Arena                | 08.152    | 6.      |
| FK Qəbələ     | Qəbələ   | Qəbələ şəhər stadionu    | 05.000    | 7.      |
| Səbail FK     | Baku     | Bayil Arena              | 05.000    | 8.      |

## Abschlusstabelle
| Pl. | Verein              | Sp. | S  | U | N  | Tore    | Diff. | Punkte |
| --- | ------------------- | --- | -- | - | -- | ------- | ----- | ------ |
| 1.  | FK Qarabağ Ağdam    | 28  | 21 | 6 | 1  | 072:130 | +59   | 69     |
| 2.  | Neftçi Baku PFK (M) | 28  | 15 | 5 | 8  | 042:310 | +11   | 50     |
| 3.  | Zirə FK             | 28  | 13 | 8 | 7  | 033:270 | +6    | 47     |
| 4.  | FK Qəbələ           | 28  | 12 | 9 | 7  | 038:340 | +4    | 45     |
| 5.  | Sabah FK            | 28  | 12 | 5 | 11 | 042:340 | +8    | 41     |
| 6.  | Sumqayıt PFK        | 28  | 5  | 7 | 16 | 022:460 | −24   | 22     |
| 7.  | FK Keşlə (P)        | 28  | 5  | 7 | 16 | 025:490 | −24   | 22     |
| 8.  | Səbail FK           | 28  | 4  | 3 | 21 | 017:570 | −40   | 15     |

Platzierungskriterien: 1. Punkte – 2. Direkter Vergleich (Punkte, Tordifferenz, geschossene Tore) – 3. Tordifferenz – 4. geschossene Tore

| (M) | amtierender aserbaidschanischer Meister |

## Kreuztabelle
| Hinrunde         | Neftçi Baku PFK | FK Qarabağ Ağdam | Sumqayıt PFK | Zirə FK | Sabah FK | FK Keşlə | FK Qäbälä | Səbail FK |
| ---------------- | --------------- | ---------------- | ------------ | ------- | -------- | -------- | --------- | --------- |
| Neftçi Baku PFK  |                 | 1:2              | 0:0          | 2:1     | 1:2      | 3:0      | 2:2       | 3:1       |
| FK Qarabağ Ağdam | 4:0             |                  | 2:0          | 2:0     | 5:1      | 1:0      | 2:0       | 3:0       |
| Sumqayıt PFK     | 1:1             | 0:4              |              | 0:3     | 2:0      | 1:3      | 0:0       | 2:0       |
| Zirə FK          | 1:2             | 1:1              | 1:0          |         | 1:1      | 2:0      | 1:2       | 3:1       |
| Sabah FK         | 1:2             | 1:2              | 3:0          | 3:3     |          | 2:1      | 0:2       | 0:1       |
| FK Keşlə         | 3:2             | 1:1              | 0:2          | 0:2     | 2:0      |          | 2:3       | 2:2       |
| FK Qäbälä        | 1:1             | 0:0              | 2:1          | 1:1     | 1:3      | 2:1      |           | 5:0       |
| Səbail FK        | 1:3             | 3:1              | 1:0          | 1:2     | 0:3      | 1:2      | 0:2       |           |

| Rückrunde        | Neftçi Baku PFK | FK Qarabağ Ağdam | Sumqayıt PFK | Zirə FK | Sabak FK | FK Keşlə | FK Qäbälä | Səbail FK |
| ---------------- | --------------- | ---------------- | ------------ | ------- | -------- | -------- | --------- | --------- |
| Neftçi Baku PFK  |                 | 1:2              | 2:1          | 1:1     | 1:0      | 3:1      | 4:0       | 2:0       |
| FK Qarabağ Ağdam | 4:1             |                  | 5:0          | 0:0     | 1:1      | 8:0      | 5:1       | 5:1       |
| Sumqayıt PFK     | 0:2             | 0:3              |              | 0:1     | 0:3      | 2:0      | 0:4       | 5:0       |
| Zirə FK          | 0:0             | 0:3              | 1:0          |         | 2:0      | 0:0      | 0:3       | 2:1       |
| Sabah FK         | 0:1             | 0:1              | 2:2          | 3:1     |          | 5:1      | 3:0       | 1:0       |
| FK Keşlə         | 1:2             | 0:0              | 1:1          | 0:1     | 0:1      |          | 0:1       | 0:0       |
| FK Qäbälä        | 1:0             | 0:2              | 1:1          | 0:0     | 1:1      | 1:1      |           | 2:0       |
| Səbail FK        | 0:1             | 0:3              | 1:1          | 0:1     | 0:2      | 0:3      | 3:0       |           |

## Torschützenliste
| Pl. | Spieler           | Mannschaft    | Tore |
| --- | ----------------- | ------------- | ---- |
| 01. | Kady Borges       | Qarabağ Ağdam | 12   |
| 02. | Joy-Lance Mickels | Sabah FK      | 11   |
| 02. | Davit Volkovi     | Zirə FK       | 11   |
| 02. | Filip Ozobić      | Qarabağ Ağdam | 11   |
| 02. | Ibrahima Wadji    | Qarabağ Ağdam | 11   |
| 06. | Tiago Bezerra     | Neftçi Baku   | 10   |
| 07. | Isnik Alimi       | FK Qäbälä     | 8    |
| 07. | Musa Gurbanli     | Qarabağ Ağdam | 8    |
| 07. | Abdellah Zoubir   | Qarabağ Ağdam | 8    |